# Nowy cmentarz w Ząbkach
Nowy cmentarz w Ząbkach lub nowy cmentarz w Drewnicy właściwie cmentarz parafialny parafii Miłosierdzia Bożego i sąsiadująca z nim, i nierozdzielona żadnym ogrodzeniem część komunalna na terenie osiedla Drewnica w mieście Ząbki w powiecie wołomińskim, w województwie mazowieckim. Kompleks powstał na przełomie 1989 i 1990 i znajduje się u zbiegu ulicy Szpitalnej w Ząbkach i obwodnicy Marek.
Zarządcą cmentarza jest parafia Miłosierdzia Bożego w Ząbkach. Cmentarz nazywany jest nowym dla odróżnienia od pierwszego cmentarza w Ząbkach nazywanego również starym (właściwie cmentarz parafialny parafii Świętej Trójcy w Ząbkach) oraz nieistniejącego już dawnego cmentarza przyszpitalnego w Drewnicy. 

## Znane osoby pochowane na cmentarzu
- Michał Borowski (1964–2009) – duchowny rzymskokatolicki, pallotyn, misjonarz w Rwandzie w latach 1992-1996 (w tym okresie członek Regii Świętej Rodziny) i na Wybrzeżu Kości Słoniowej w 1998[3]
- Wiesław Kantor – duchowny rzymskokatolicki, pallotyn, misjonarz w Demokratycznej Republice Konga[4][5]
- Bogdan Stelmach – duchowny rzymskokatolicki, administrator, budowniczy i pierwszy proboszcz parafii Matki Bożej Nieustającej Pomocy w Otwocku[6]
- Mirosław Zadrożny (1933–2012) – duchowny rzymskokatolicki, pallotyn, zastępcy Sekretarza ds. Misji, bliski współpracownik Stanisława Kuracińskiego[7]